# Rita Rahman
Rita Dulci Rahman (Aruba, 6 april 1952) is een Nederlandse diplomate in ruste en specialiste in ontwikkelingssamenwerking en schrijfster.

## Leven
Rita Rahman werd op Aruba geboren uit Surinaamse ouders en ging op vijfjarige leeftijd naar Suriname. Ze behaalde in 1970 haar diploma Atheneum B. Daarna ging ze naar de lerarenopleiding, waar ze in 1978 de MO-akte Wiskunde behaalde. Bij de Decembermoorden van 1982 in Suriname werden haar echtgenoot Bram Behr en haar broer Lesley Rahman vermoord, waarna Rita Rahman het land verliet. In 1986 studeerde ze af aan de Rijksuniversiteit Leiden in sociaal-economische ontwikkeling in niet-westerse landen.

## Werk

### Ontwikkelingssamenwerking
Rahman was werkzaam in Suriname tot aan de staatsgreep in 1980 op het ministerie van Onderwijs, afdeling Technische Diensten. Tevens was zij betrokken bij de vrouwenbeweging in Suriname, o.m. als voorzitter van de Progressieve Vrouwen Unie, als mede-oprichtster van de Bond van Schoonmaaksters en Dienstmeisjes en bij het tweedekansonderwijs voor vrouwen in het district Marowijne. Ze was betrokken bij boerencoöperaties FAL (Federatie van Agrariërs en Landarbeiders) voor de participatie, scholing en ontwikkelingstrajecten voor agrariërs.
Ze werkte mee aan de ontwikkeling van radiovoorlichtingsprogramma en radiohoorspelen bij radiostation ABC, ze was maker van politiek cabaret in het theater Thalia, schreef een feuilleton in de Vrije Stem, allemaal in het kader van ontwikkelingseducatie. Voor de middenschool (Mavo, Mulo, VMBO, enz.) ontwikkelde ze een taalmethode begrijpend lezen, Sile Simae, die specifiek gericht op de beleveniswereld van het Surinaamse kind; het boek bleef 15 jaar in gebruik in het Surinaamse onderwijs.
Rahman was 1980 tot 1993 werkzaam in Nederland in de particuliere ontwikkelingssamenwerking, waarbij zij in reflectie op haar ervaring in het veld in Suriname, experimenteerde met nieuwe benaderingen.
- Van 1983-1986 was zij algemeen secretaris IKVOS, Interkerkelijk Vormingswerk Ontwikkelingssamenwerking in Den Haag, waar zij experimenteerde met Reversal, ofwel omgekeerde beleidsontwikkeling, om hulpontvangers een volwaardige rol te geven in beleidsontwikkeling aan donorzijde.
- Van 1986-1989 was zij Hoofd Beleidsbureau ICCO, de Nederlandse interkerkelijke organisatie voor internationale samenwerking, een particuliere medefinancieringsorganisatie voor hulp aan maatschappelijke organisaties en ngo’s in arme landen. De projectevaluatie in de landen in drie continenten, maar ook de beleidsontwikkeling op de terreinen milieu, microkrediet en vrouw en ontwikkeling stonden centraal. In deze tijd lanceerde zij het oecumenisch partnerschap, bestaande uit evenwichtig gedeelde verantwoordelijkheid voor projecten van donor en ontvanger, gelijkwaardigheid in de samenwerkingsrelatie, driehoeksfinanciering voor lokale solidariteit en transparante verantwoording en zij hield zich bezig met recycling en tweedekansmaterialen.
- Van 1989-1993 was Rahman directeur Wereld Diaconaat Nederlands Hervormde Kerk/ Commissie Interkerkelijke ontwikkelingssamenwerking en Vluchtelingenhulp van de Wereldraad van Kerken in Genève. In deze periode introduceerde zij bewustwordingscursussen over institutioneel racisme in Europa. Daarnaast nam zij deel aan inzet voor een nieuwe levensstijl wereldwijd (energie, voedselveiligheid, basisgezondheidzorg, onderwijs voor iedereen) voor gerechtigheid, vrede en het behoud van de heelheid van de schepping.

In 1993 trad Rita Rahman in dienst van het Nederlandse ministerie van Buitenlandse Zaken, directoraat-generaal van Ontwikkelingssamenwerking. Van 1993 tot 1996 werkte ze als sectorspecialist Gezondheidszorg op de Ambassade in Dhaka (Bangladesh). In Bangladesh werd het Visualised Institutionalized Participatory Planning (VIPP)-traject voor gendermainstreaming  (genderintegratie) en vrouwen-empowerment geïntroduceerd in de basisgezondheidzorg, de watersector, de kledingindustrie, de microkredietsector, bij rampenbestrijding en politieke participatie van vrouwen. In 1996 werd zij door minister Jan Pronk teruggehaald naar Den Haag en gepromoveerd om de hervorming van de dienst Vrouw en Ontwikkeling op het ministerie van Buitenlandse Zaken en Ontwikkelingssamenwerking te leiden en daadwerkelijke integratie in het veld en in het buitenlandbeleid ter hand te nemen. Tot 2000 was zij Hoofd Vrouw en Ontwikkeling op het Haagse ministerie. Daar introduceerde zij een nieuwe benadering in het bevorderen van gelijkwaardige deelname van vrouwen aan internationale samenwerking, de zogenoemde Proefpolders voor genderintegratie in beleid en praktijk. Voor de Proefpolders werd ingehaakt op het Nederlandse poldermodel dat zich kenmerkt door consensus onder multistakeholders voor succesvolle implementatie van projecten met een win-win karakter. Proefpolders betroffen projecten in het Midden-Oosten, Soedan en andere moslimlanden, Sub-Sahara Afrika en Azië. Op basis van het succes van Engendering Peace in the Middle East werd in oktober 2000 door Nederland in de VN Veiligheidsraad, resolutie 1325 ingediend en aangenomen. De resolutie bepleit de deelname van vrouwen aan vredesonderhandelingen en het recht op bescherming tegen misbruik in conflictgebieden. In 2014 werd deze zelfde resolutie 1325 door Nederland als troef ingezet in de lobby voor het Veiligheidsraadvoorzitterschap in 2018.  
Voor het lanceren of bij de afronding van Proefpolders werden regionale en internationale conferenties (mede) georganiseerd in onder andere: Oost-Jeruzalem, Nairobi, New York, Buenos Aires, Harare, Khartoem, Sanaa, Rio de Janeiro, San Juan, Dhaka en Washington.  
In 1999 nam Rita Rahman op uitnodiging van de regering-Clinton in de Verenigde Staten deel aan het International Visitors Programvoor (aankomende) leiders, waarbij o.a. een samenwerkingsrelatie met de Gender Lobbygroep van het Witte Huis werd aangegaan.

### Diplomatie
Rita Rahman bezette verschillende Nederlandse diplomatieke posten:
- 2000-2004: plaatsvervangend ambassadeur en hoofd Economische Afdeling op de ambassade in Delhi, India.
- 2004-2009: ambassadeur in Tunis (Tunesië)[5]
- 2009-2013: ambassadeur te Santo Domingo voor de Dominicaanse Republiek en Haïti.
- 2013-2015: ambassadeur te Valletta (Malta).
- 2015-2018: detachering bij BZK, de Nederlandse Vertegenwoordiging in Willemstad (Curaçao).

### Bestuurslidmaatschappen
- 1983-1993: lid Werkgroep Kerk en Ontwikkelingssamenwerking, Raad van Kerken Nederland
- 1986-1993: Vicevoorzitter Kontakt der Kontinenten
- 1886-1993: Vicevoorzitter Max Havelaar voor eerlijke handel
- 1986-1993: lid Solidaridad
- 1983-1988: lid FONDAD, voor schuldsanering buitenlandse schulden Latijns Amerikaanse landen
- 1986-1993: lid SOH, Stichting Oecumenische Noodhulp in Utrecht
- 1985-1993: lid  Commission on Ecumenical Aid and Refugee Service van de Wereldraad van Kerken in Genève
- 1997-2000: Voorzitter van het Uitgebreid Bestuurlijk Overleg (UBO) voor de besteding van EU-fondsen voor weerbaarheid bevordering onder de bevolking in Amsterdam Zuidoost
- 1996-2004: lid PROLEAD, het Vrouwenleiderschap project van de Inter-Amerikaanse Ontwikkelingsbank
- 2015- Voorzitter Smart Lifestyle Connection
- 2018- Bestuurslid Stichting Koninkrijkssamenwerking
- 2019- Voorzitter Human Rights Defense Curaçao
- 2020- Voorzitter Werkgroep Caraïbische Letteren

## Publicaties

### Over Ontwikkelingsproblematiek
Naast verschillende artikelen in vaktijdschriften, verschenen deze publicaties in boekvorm, waarvan het merendeel met professor Jose Miguel Andreus (Universiteit van Madrid):
- 2001 - Financing Economic Development for Human Security (New Delhi, Rashtriya Printers).
- 2004 - Responsible Global Governance, putting people first (New Delhi, Academic Foundation).
- 2006 - China and India: Towards Global Economic Supremacy? (New Delhi, Academic Foundation). (Spaanse vertaling gepubliceerd door Cortez Ingles in Madrid).
- 2006 - Overcoming the EU Crisis (Tunis, Ceres Publications).
- 2009 - Global Democracy for Sustaining Global Capitalism (New Delhi, Academic Foundation).
- 2014 - Understanding Global Economic Change and the Future of the Global Society (New Delhi, Academic Foundation).

### Literaire publicaties
- 1971 - 'Tra tamara' (verhaal) in I sa man tra tamara?! (bloemlezing met werk van jonge schrijvers, Amsterdam, De Bezige Bij)
- 1977 - Sile Simae (al lezende), korte verhalen en opdrachten voor leerlingen middenschool in Suriname. (Paramaribo: Dubois & Dubois).
- 1978 - Noodkreet per telefoon, Radiohoorspel ABC - Paramaribo
- 1978 - Drie ware vrienden, en De verdwenen vlag (reeks Prakiki Kinderverhalen, Paramaribo: Graphic Arts).
- 1984-1986 - Korte Verhalen, in IKVOS-maandblad en Trouw
- 2001 - Liefdesgeuren, Roman (Haarlem: In de Knipscheer).
- 2002 - Love’s Perfumes (New Delhi, Penguin India).
- 2012 - Love and death in Saving Europe; A Novel  (met Jose Miguel Andreus, Utrecht: LM Essential Publishers).

Op zondag 13 maart 2023 gaf Rita Rahman in de Openbare Bibliotheek Amsterdam de zevende Cola Debrot-lezing, getiteld ‘Het gaat steeds minder om het Caribisch perspectief, het gaat steeds meer over Kleurrijk en de Erkenning’.

## Prijzen
Voor een verhaal in I sa man tra tamara?! won Rahman in de Billiton-Van der Rijn. De politieke roman over de toekomst van de Europese Unie Love and death in Saving Europe (2012), geschreven samen met Jose Miguel Andreus, kwam in december 2012 op de shortlist van het Europese boek van het jaar terecht. 
Voor haar diplomatie werk/ontwikkelingswerk, in het bijzonder met vrouwen, werd Rahman onderscheiden door Luxemburg, Tunesië en de Dominicaanse Republiek.

## Over Rita Rahman
- Michiel van Kempen, Een geschiedenis van de Surinaamse literatuur. Breda: De Geus, 2003, deel II, pp. 657, 704, 750-751, 951, 1032, 1144, 1185, 1190, 1215.